# Jiang Bo (atleta)
Jiang Bo (姜波S, Jiāng BōP; Wafangdian, 13 marzo 1977) è un'ex mezzofondista cinese.